# Valley Parade
Il Valley Parade, attualmente denominato University of Bradford Stadium per motivi di sponsorizzazione, è un impianto sportivo situato a Bradford, West Yorkshire, Inghilterra. Costruito e inaugurato nel 1886, è la casa del Bradford City A.F.C.

## Storia

### Le origini
L'impianto fu costruito nel 1886 per ospitare le partite del Manningham Rugby Football Club, che successivamente si trasformò nel Bradford City A.F.C. nel 1903. La prima partita di calcio che si svolse a Valley Parade fu un amichevole tra il Bradford City e il Gainsborough Trinity, giocata il 5 settembre 1903, partita terminata con il risultato di 2-0 per i padroni di casa.
Il giorno di natale del 1886 
Nel corso degli anni, Valley Parade ha subito numerose ristrutturazioni e ampliamenti per adattarsi alle esigenze del club e ai regolamenti di sicurezza. Uno dei momenti più significativi nella storia dello stadio è stato nel 1908, quando venne costruita la Main Stand, progettata dall'architetto Archibald Leitch .

### Anni '20 e '30: il periodo d'oro
Negli anni '20 e '30, Bradford City visse il suo periodo di maggior successo, culminato nella vittoria della FA Cup nel 1911. Questo periodo di prosperità portò ulteriori miglioramenti allo stadio, inclusa l'espansione delle tribune laterali e l'installazione di nuove strutture per il pubblico.

### Declino e rinascita post-bellica
Dopo la Seconda Guerra Mondiale, il Bradford subì una fase di declino, con il club che lottava per mantenere la propria posizione nelle divisioni inferiori del calcio inglese. Tuttavia, negli anni '60 e '70, il club e lo stadio conobbero una rinascita. lo stadio fu oggetto di ulteriori ristrutturazioni, tra cui l'installazione di nuove luci per le partite notturne e miglioramenti alle infrastrutture di sicurezza .

### Il disastro di Bradford

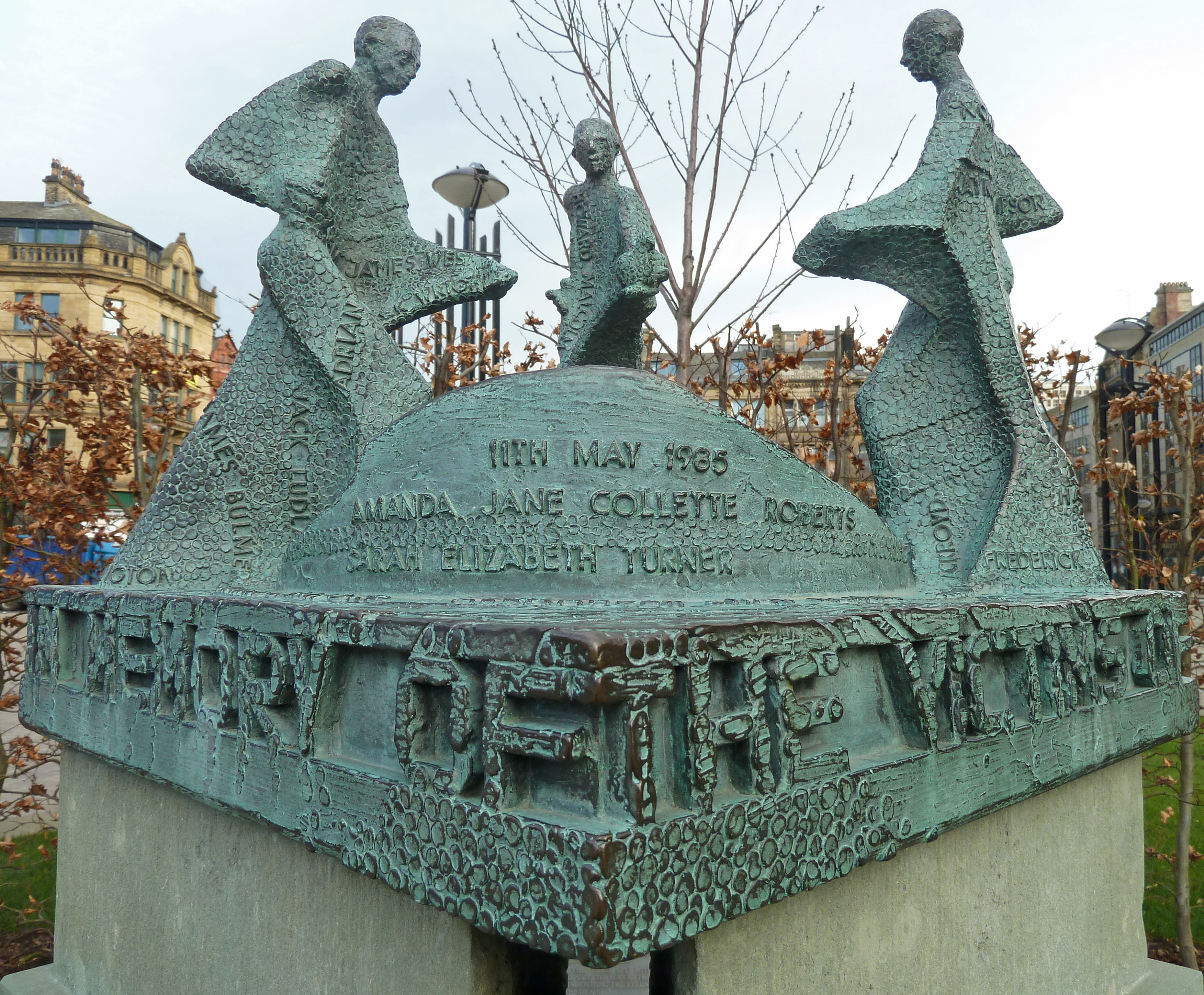
Memoriale alle vittime del disastro di Bradford

L'11 maggio 1985, il Valley Parade fu teatro di una delle peggiori tragedie nella storia del calcio britannico. 
Durante una partita di campionato (all'ultima giornata) tra il Bradford City (già promosso) e il Lincoln City, un incendio scoppiò nella Main Stand a causa di un mozzicone di sigaretta che incendiò rifiuti accumulati sotto la tribuna. L'incendio si propagò rapidamente a causa delle strutture in legno, portando alla morte di 56 persone e il ferimento di altre 265 . L'evento scosse profondamente la comunità calcistica e portò a importanti cambiamenti nei regolamenti di sicurezza degli stadi in tutto il Regno Unito.

### Ristrutturazioni post-incendio
A seguito del disastro, l'impianto fu completamente ricostruito. La nuova Main Stand fu inaugurata nel 1986 e da allora lo stadio ha subito ulteriori miglioramenti, inclusa l'aggiunta di nuove tribune e l'installazione di moderni sistemi di sicurezza. Oggi, lo stadio ha una capacità di 25.136 spettatori e offre strutture all'avanguardia per i tifosi e i giocatori .

## Settori[7]
Valley Parade è composto da diverse tribune principali:
- Main Stand (JCT600 Stand): La tribuna principale dello stadio, che include posti a sedere VIP, sale conferenze e servizi per la stampa.
- Bradford End (TL Dallas Stand): Situata dietro una delle porte, è una delle tribune più rumorose e appassionate dello stadio.
- Midland Road Stand (The Kop): Tribuna opposta alla Main Stand, offre una vista eccellente sul campo ed è popolare tra i tifosi di casa.
- Bantams Bar Stand: Un settore dedicato che include un bar e aree per i tifosi.

## Dati statistici
L'affluenza media registrata è di circa 18.052 tifosi per partita.
Il record di affluenza al Valley Parade è stato stabilito durante la partita Bradford City-Burnley del 11 marzo 1911, quarto turno della FA Cup, con 39.146 spettatori presenti. La partita terminò con la vittoria dei Bantams per 1-0 .

## Trasporti
Valley Parade è facilmente raggiungibile con vari mezzi di trasporto:
- In auto: Lo stadio è situato vicino all'autostrada M606, che offre un rapido accesso da varie parti della città e della regione.
- In treno: La stazione ferroviaria di Bradford Forster Square si trova a breve distanza a piedi dallo stadio, collegando Bradford con Leeds e altre principali città.
- In autobus: Numerose linee di autobus urbani e regionali fermano vicino allo stadio, facilitando l'accesso per i tifosi che utilizzano il trasporto pubblico.